# História de Arapoti

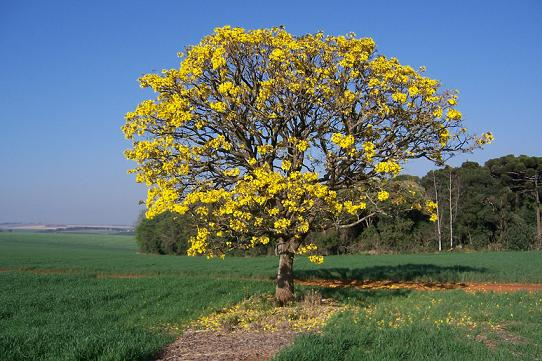
Arapoti, conhecida como campos floridos.

A história de Arapoti tem sua origem na histórica Fazenda Jaguariaíva do lendário povoador destas paragens, coronel Luciano Carneiro Lobo, cujos campos eram ocupados por criatórios de gado e serviam como pouso para tropas vindas do Sul, em consequência do tropeirismo no Paraná. O Coronel Luciano Carneiro Lobo adquiriu a fazenda Jaguariaíva em 1795 e em 15 de setembro de 1823 a Fazenda Jaguariaíva foi elevada à categoria de Freguesia.
Através da Lei Municipal n.º 2, de 8 de outubro de 1908, foi criado o Distrito Judiciário de Cerrado, no município de Jaguariaíva. A localidade de Cerrado foi uma das primeiras a ser povoada no então território do futuro município de Arapoti e teve alavancado seu desenvolvimento a partir de 1910. Em 1910 foi instalado a serraria e fábrica de papel da Southern Brazil Lumber & Colonization Companye, e, logo depois, em 1912, chegou o Ramal Ferroviário do Paranapanema, que, atravessou a fazenda Capão Bonito e possibilitou a fixação de moradores em torno da estação ferroviária de nome "Cachoeirinha".

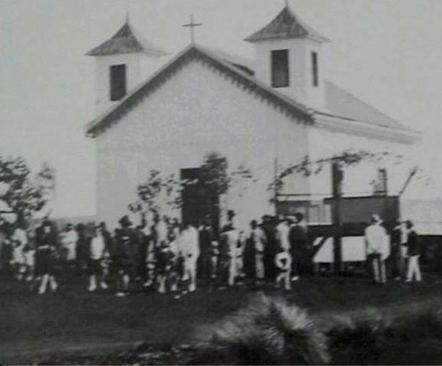
Antiga capela católica de madeira em Arapoti.

Vivendo os ciclos econômicos do café produzido em grande escala na região do Norte Pioneiro do Paraná, e o ciclo da madeira, recebeu, a partir de 1916, imigrantes de origem espanhola e polonesa.
Os imigrantes espanhóis vieram, na sua grande maioria da Região Autônoma da Galiza, especialmente do lugar chamado Fontearcada, na província de Ourense. Vindos para trabalhar na agricultura, plantavam cereais e hortaliças, e ainda se dedicavam à criação de animais. Parte da produção utilizavam na subsistência da família e outra parte comercializavam nas vilas de Cachoeirinha e da Fábrica de Papel. As famílias espanholas formaram praticamente uma colônia, próximo aos bairros KM 34, Km 39, Capão Bonito e Tigrinho. Entre tantas famílias, residiam as famílias Trigo, Campos, Moinhos (ou Molinos), Perez, Moura, Dias, Esteves, Vasquez, Valência, Galante, Alvarez, Rodrigues, Barros, Martinez e Pena.
A maioria das famílias polacas chegaram a Arapoti no início do século XX e formaram colônias nos bairros KM 34 e Capão Bonito, Cerrado das Cinzas e KM 39. Entre os imigrantes, residiam as famílias Vendrechoski, Romanoski, Zelazowski, Wsolek, Pietroski, Buniowski, Levandowski, Michalowski, Kiuteka, Turkiewicz, Nieviandonski e Trzaskos.
Em 1925 entrou em operação a "fábrica-mãe", unidade industrial fabricadora de papel que mais tarde daria origem a Inpacel. Em 1929 foi construída uma capela católica, toda feita em madeira, que recebeu como padroeiro São João Batista.
Com o Decreto-Lei n.º 2.556, de 18 de dezembro de 1933, foi alterado a denominação de Cerrado para Cachoeirinha. Em 7 de março de 1934, Cachoeirinha passou a ser Distrito Administrativo de Jaguariaíva. Pelo decreto-lei estadual n.º 199, de 30 de dezembro de 1943, o distrito de Cachoeirinha passou a denominar-se Arapoti e o de São José a denominar-se Calógeras, em homenagem a João Pandiá Calógeras.
Pela lei estadual n.º 253, de 26 de novembro de 1954, os distritos de Arapoti e Calógeras desmembraram-se do município de Jaguariaíva para formar um novo município. Foi instalado como município e cidade de Arapoti em 18 de dezembro de 1955.

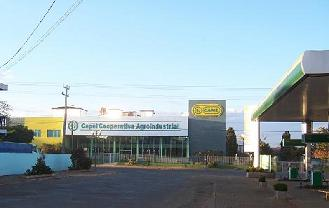
Cooperativa Agrícola de Arapoti.

Em 1960, foi a vez da imigração holandesa no município. Com a instalação de uma colônia holandesa formada por produtores rurais que visavam principalmente a produção de leite, foi possível fundar uma cooperativa, que deu origem a Cooperativa Agro-Industrial (CAPAL), integrante do grupo ABC do complexo Batavo. A partir da década de 1970 a cooperativa expandiu sua atuação e recebeu também muitos cooperados brasileiros. A iniciativa transformou o município de Arapoti em um pólo de alta tecnologia em agricultura e pecuária, com destaque para a produção de soja, milho, trigo, suínos, frangos e gado holandês leiteiro de alta linhagem.
Em 2 de dezembro de 1968 foi fundada a Cooperativa de Eletrificação Rural Arapoti Ltda, que passou a ser a Cooperativa de Infraestrutura de Arapoti - Ceral, e posteriormente Cooperativa de Distribuição de Energia Elétrica de Arapoti - Ceral-Dis, que foi responsável por levar a energia elétrica para a área rural.
Em 8 de dezembro de 1987 foi criada a comarca de Arapoti, por meio da Lei nº 8623, sendo instalada em 5 de novembro de 1988, compreendendo também o Distrito Judiciário de Calógeras, e tendo como primeiro juiz de direito Salvatore Antônio Astuti.
Em agosto de 1992 foi inaugurada a Arapoti Indústria de Papel S.A. (antiga Inpacel Indústria Ltda.). Com a instalação da unidade, fez surgir no município uma das mais modernas indústrias papeleiras do país na época. A unidade produz papéis revestidos de baixa gramatura e fibras termomecânicas de alto rendimento para mercado, sendo o papel utilizado para impressão de revistas e catálogos. A Inpacel foi comprada pela International Paper e, posteriormente, pela Stora Enso. Em 2007 a Stora Enso fechou parceria com a Arauco do Brasil, vendendo 20% da unidade fabril, 80% da unidade florestal e 100% da serraria. Em 2015 a chilena Papeles Bio Bio, atual BO Paper, adquiriu 80% da unidade industrial de Arapoti, o mesmo grupo que havia adquirido anteriormente a Pisa Papel de Imprensa S/A de Jaguariaíva, entre 2013 e 2014.